# Lari malediwskie
Lari malediwskie, Laari – moneta zdawkowa używana na Malediwach jako równowartość 1/100 rupii malediwskiej. Występuje w nominałach 1, 2, 5, 10, 25 i 50 lari. Nazwa wywodzi się od średniowiecznej waluty lari, używanej na Półwyspie Arabskim i w okolicach Morza Arabskiego ok. XII/XIII wieku, która dotarła na Malediwy i została opisana przez podróżnika François Pyrard de Lavala, już w 1602 roku. Obecnie wybijana jest z miedzioniklu, niklu, brązu i aluminium.